# Personalidade propensa à fantasia
A personalidade propensa à fantasia (PPF) é uma disposição ou traço da personalidade onde o acometido experimenta envolvimento para com a fantasia profundo, persistente e duradouro. Esse traço é uma tentativa, ao menos em partes, de melhor descrever uma "imaginação hiperativa" ou uma "vivência no mundo dos sonhos". Pessoas com tal traço (rotuladas como fantasiadoras) podem ter dificuldades em diferenciar realidade e fantasia, podendo ainda experienciar alucinações, bem como outros sintomas psicossomáticos auto-sugeridos. Construções psicológicas fortementes correlatas incluem devaneios, absorção e memória eidética.

## História
Os psicólogos americanos Sheryl C. Wilson e Theodore X. Barber identificaram pioneiramente a PPF em 1981, alegando que tal estaria acometendo 4% da população. Além de identificar esse traço, Wilson e Barber reportaram um número de antecedentes da infância que provavelmente aumentam a propensão à fantasia na vida adulta, tais como, "pais, avôs, professores ou amigos que engajaram-se na leitura de contos de fadas, impulsionando as [...] fantasias da criança, e tratando as bonecas infantis e animais de pelúcia de modo a encorajar a criança a crer que esses estão vivos". Eles sugeriram que esse traço era muito provavelmente sinônimo daqueles que respondem dramaticamente à indução hipnótica, isto é, "altamente hipnotizáveis". Os primeiros estudos sistemáticos foram conduzidos nos anos 80 pelos psicólogos Judith Rhue e Steven Jay Lynn. Pesquisas posteriores realizadas na década de 1990 por Deirdre Barrett em Harvard confirmaram muitas dessas características de pessoas com PPF, mas ela também identificou uma outra série de sujeitos altamente hipnotizáveis que tiveram infâncias traumáticas e que identificaram os momentos de fantasia majoritariamente como momentos de "afastamento".

## Características do traço
Uma pessoa acometida por PPF é relatada como alguém que dispende grande parte do seu tempo fantasiando, tendo fantasias intensas e vívidas, experiências paranormais e intensas experiências religiosas. Foram relatadas como pessoas que dispendem mais da metade do seu tempo acordadas fantasiando ou sonhando acordadas, muitas vezes confundindo ou mesclando suas fantasias com suas memórias verdadeiras. Também reportaram experiências de projeção de consciência.
Um paracosmo é um mundo de fantasias extremamente detalhado e estruturado muitas vezes criado por fantasiadores extremos ou compulsivos.
Wilson e Barber listaram diversas características em seu estudo pioneiro, as quais clarificaram-se e ampliaram-se em estudos posteriores. Essas caracaterísticas incluem várias ou algumas das seguintes experiências:
1. excelentes candidatos à hipnosa (vários mas não todos fantasiadores);
2. ter amigos imaginários na infância;
3. fantasiar frequentemente como uma criança;
4. ter uma fantasia de identidade real;
5. experienciar sensações imaginadas como reais;
6. ter percepções sensoriais vívidas;
7. receber satisfação sexual sem estimulação física.

A propensão à fantasia é medida pelo "Inventário de Memórias e Imaginações da Infância" (IMII, tradução literal para: inventory of childhood memories and imaginings, de sigla ICMI) e pelo "questionário de experiências criativas" (QEC, tradução literal para: "creative experiences questionnaire", de sigla CEQ).

## Vias de desenvolvimento
Fantasiadores estiveram sob grande exposição à fantasia durante sua primeira infância. Essa sobre-exposição à fantasia infantil tem ao menos três importantes causas:
(1) Pais ou responsáveis que entregaram-se ao ambiente de imaginação mental ou brincadeira imaginativa durante a infância. Pessoas com personalidade propensa à fantasia muito provavelmente tiveram pais ou familiares próximos os quais entraram na infância crendo que brinquedos eram criaturas vivas. Eles também encorajaram a criança a crer que tinham companhia imaginária, leram contos de fadas durante toda a infância e reencenaram as coisas que leram. Pessoas que, em uma idade jovem, estiveram envolvidas em atividades fantasiosas criativas como piano, balé ou desenho são mais propensas a desenvolverem personalidade propensa à fantasia. A encenação também é um meio de fazer com que crianças tornem-se mais propensas a terem sonhos fantasiosos à medida em que crescem. Isso pode fazer com que a pessoa cresça pensando que experienciou certas coisas e que viu certos momentos que na verdade apenas vivenciou em brincadeiras ou treinos (no caso da encenação).
Pessoas reportaram acreditar que seus bonecos e animais de pelúcia eram criaturas vivas e que seus pais encorajaram-as a buscar satisfação nessas fantasias e devaneios. Por exemplo, um sujeito do estudo de Barrett disse que a resposta padrão de seus pais quando ele pedia brinquedos caros era "Você poderia pegar isso (objeto da casa) e, com um pouco de imaginação, poderia vir a se parecer assim (um brinquedo caro)".
(2) Exposição ao abuso, físico ou sexual, onde a fantasia provê um mecanismo de escape ou de enfrentamento.
(3) Exposição à solidão e/ou isolamento severos, onde a fantasia provê mecanismo de escape ou de enfrentamento ao tédio.
Quanto às interpretações psicanalíticas, Sigmund Freud estabeleceu que "desejos insatisfeitos são a força-motriz por detrás das fantasias, cada fantasia separadamnte contém seu preenchimento com um desejo, e melhora uma realidade insatisfatória". Isso mostra como abusos na infância e solidão podem resultar em pessoas que criam mundos fantasiosos de felicidade a fim de preencher o vazio.

## Constructos relacionados
A abertura à experiência é um dos cinco domínios que são usados para descrever a personalidade humana no Modelo dos Cinco Fatores. A abertura envolve seis facetas, ou dimensões, incluindo imaginação ativa (fantasia), sensitividade estética, atenção aos sentimentos internos, preferência pela diversidade e curiosidade intelectual. Desse modo, a personalidade propensa à fantasia tem certa correlação com a faceta fantasiosa desse traço mais amplo de personalidade (Abertura à experiência).
Absorção é a disposição ou traço de personalidade em que uma pessoa torna-se absorvida em seu próprio imaginário mental, particularmente fantasioso. Pesquisas genuínas sobre absorção foram feitas pelo psicólogo estadunidense Auke Tellegen. Roche relatou que a propensão à fantasia e a absorção são altamente correlatas. Fantasiadores ficam absorvidos dentro de seus imaginários vívidos e realísticos
Dissociação é um processo psicológico que envolve alterações na identificação pessoal ou senso do eu. Essas alterações podem incluir: sensação de que se é irreal ou de que o mundo é irreal (desrealização e despersonalização); perda de memória (amnésia); esquecimento de idntidade ou afirmação de um novo self (fuga); e fragmentação da identidade ou self em diferentes canais de consciência (disordem de identidade dissociativa, formalmente denominada disordem da personalidade múltipla). A dissociação é medida mais frequentemente pela Escala de Experiências Dissociativas. Diversos estudos relataram que a dissociação e a propensão à fantasia estão altamente relacioandos. Isso sugere a possibilidade de que os selfies dissociados são meras fantasias, por exemplo, sendo uma resposta de enfrentamento a um trauma. Entretanto, uma análise extensiva da evidência conclui que há forte suporte empírico à hipótese de que a dissociação é causada primariamente e diretamente pela exposição ao trauma, e de que a fantasia é de importância secundária.

## Saúde e implicações teoréticas
Falsa gravidez (pseudociese). Um número surpreendentemente alto de fantasiadoras mulheres - 60% das que foram entrevistadas no estudo de Wilson-Barber - relataram ter tido falsa gravidez (pseudociese) ao menos uma vez. Elas acreditaram ter tido gravidezes, e tiveram muitos dos sintomas. Além da amenorreia (interrupção da menstruação), elas tipicamente experienciaram pelo menos quatro dos sintomas a seguir: alterações alimentares, alargamento abdominal, cansaço matinal, enjoo e movimentos "fetais". Duas dessas tentaram o aborto, e no que se seguiu descobriram que não havia feto. Todas essas falsas gravidezes terminaram rapidamente com resultados negativos recebidos de testes de gravidez.
Devaneio desadaptivo. Um estudo de 2011 relatou a existência de 90 fantasiadores excessivos, compulsivos ou desadaptivos que engajaram-se em extensos períodos de experiências imaginativas estruturadas e imersivas. Eles frequentemente relataram aflição decorrente de três fatores: dificuldade em controlar suas fantasias que parecida esmagadora; crença de que as fantasias interferiram em suas relações pessoais; e intensa vergonha concomitante a exaustivos esforços para manutenção de ocultamento de seu comportamento "anormal".
Parapsicologia (experiências paranormais). O estudo pioneiro de Wileson-Barber estabeleceu que a personalidade propensa à fantasia é peça-chave para entender experiências paranormais (parapsicológicas) de renome, como a percepção extrassensorial (PES).